# San Jose (hrabstwo San Miguel)
San Jose – jednostka osadnicza w Stanach Zjednoczonych, w stanie Nowy Meksyk, w hrabstwie San Miguel.